# Isola di San Nicolas
L'isola di San Nicolas è la più remota isola dell'arcipelago delle Channel Islands in California (USA). Fa parte della Contea di Ventura.
I 58,93 km² sono controllati dalla United States Navy, che svolge sull'isola test di armi e percorsi di training per i 200 militari che vi risiedono. Dal censimento della popolazione, però, l'isola risulta disabitata.

## Storia
Originariamente l'isola era la patria del popolo Nicoleño, che erano probabilmente legati al popolo dei Tongva della vicina isola di Catalina. Il nome attuale, in onore a San Nicola, fu attribuito dall'esploratore spagnolo Sebastián Vizcaíno, dopo che ebbe raggiunto la terra in 6 dicembre 1602, appunto giorno del santo.
Il popolo dei Nicoleño fu evacuato nei primi dell'800 dai missionari californiani dopo che un conflitto tra russi e aleuti ebbe decimato la popolazione. Nel giro di pochi anni, comunque, la popolazione e il linguaggio si estinsero, e, in particolare, nel 1853 morì Juana Maria, l'ultima donna originaria dell'isola dei Nicoleños.
Tra il 1957 e il 1973, e nel 2004, i militari della marina americana lanciarono razzi di ricerca dall'isola. Attualmente vi è installato il Naval Research Lab Tower.